# Corjolens

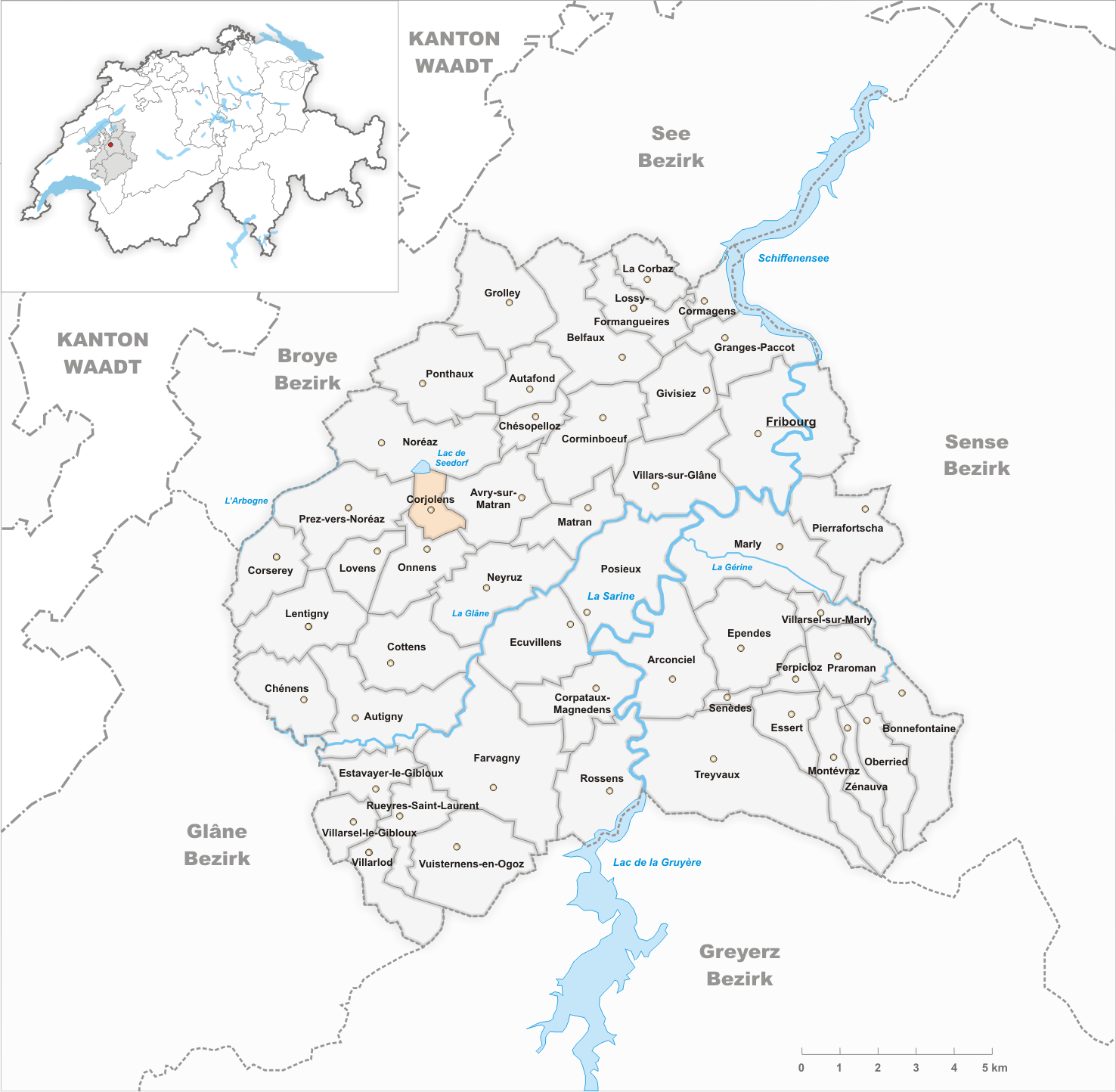
Gemeindestand vor der Fusion am 1. Januar 2001

Corjolens (Freiburger Patois Kordzolinⓘ) ist eine Ortschaft und früher selbständige politische Gemeinde im District de la Sarine (deutsch: Saanebezirk) des Kantons Freiburg in der Schweiz. Am 1. Januar 2001 fusionierte Corjolens mit Avry-sur-Matran zur neuen Gemeinde Avry.

## Geographie
Corjolens liegt auf 660 m ü. M., neun Kilometer westsüdwestlich der Kantonshauptstadt Freiburg (Luftlinie). Das Dorf erstreckt sich an einem Nordhang über der breiten Senke mit dem Lac de Seedorf, im Molassehügelland des Freiburger Mittellandes. Die ehemalige Gemeindefläche betrug rund 1,6 km². Das Gebiet reichte vom Lac de Seedorf und seinem Abfluss Sonnaz südwärts über die ehemals moorige Ebene bis auf die angrenzende Höhe von Corjolens (bis 700 m ü. M.).

## Bevölkerung
Mit 84 Einwohnern (2000) zählte Corjolens vor der Fusion zu den kleinsten Gemeinden des Kantons Freiburg. Im Jahr 1850 hatte die Gemeinde 64 Einwohner, 1900 81 Einwohner. Der Höchststand wurde im Jahr 1910 mit 105 Einwohnern erreicht. Zu Corjolens gehören einige Einzelhöfe.
Einwohnerzahlen: Volkszählungsdaten

## Wirtschaft
Corjolens war bis in die zweite Hälfte des 20. Jahrhunderts ein vorwiegend durch die Landwirtschaft geprägtes Dorf. Noch heute haben der Ackerbau, der Obstbau und die Viehzucht einen wichtigen Stellenwert in der Erwerbsstruktur der Bevölkerung. Einige weitere Arbeitsplätze sind im lokalen Kleingewerbe und im Dienstleistungssektor vorhanden, unter anderem in einem Betrieb des Maschinenbaus.

## Verkehr
Das Dorf ist verkehrsmässig gut erschlossen. Es liegt wenig oberhalb der Hauptstrasse von Freiburg nach Payerne. Der nächste Anschluss an die Autobahn A12 (Bern-Vevey) befindet sich rund 4 km vom Ortskern entfernt. Durch den Autokurs der Transports public Fribourgeois, der von Avry-sur-Matran bzw. Rosé nach Chénens verkehrt, ist Corjolens an das Netz des öffentlichen Verkehrs angebunden.

## Geschichte
Das Gebiet von Corjolens war schon sehr früh besiedelt, was durch den Fund von römischen Badeanlagen nachgewiesen werden konnte. Die erste urkundliche Erwähnung des Ortes erfolgte 1173 unter dem Namen Coriolens. Später erschienen die Bezeichnungen Coriolains, Coriolans (1223), Corjollens (1445), Corjolin (1555), Coriolin (1577) und Corjollin (1668). Der Ortsname setzt sich zusammen aus curtis Jolinus in der Bedeutung von Hof des Jolinus.
Seit dem Mittelalter war Corjolens Teil der Herrschaft Montagny. Durch Kauf kam das Dorf 1485 unter die Herrschaft von Freiburg und wurde der Alten Landschaft (Neustadtpanner) zugeordnet. Nach dem Zusammenbruch des Ancien Régime (1798) gehörte Corjolens während der Helvetik und der darauf folgenden Zeit zum Bezirk Freiburg, bevor es 1848 mit der neuen Kantonsverfassung in den Saanebezirk eingegliedert wurde. Corjolens besitzt keine eigene Kirche, es gehört zur Pfarrei Onnens.
Im Rahmen der seit 2000 vom Kanton Freiburg geförderten Gemeindefusionen entschlossen sich die Bewohner von Corjolens und Avry-sur-Matran für eine Fusion ihrer Gemeinden. Die mit Wirkung auf den 1. Januar 2001 entstandene neue politische Gemeinde erhielt den Namen Avry.